# Aalborg Portland Park
Aalborg Portland Park è uno stadio di calcio appartenente all'Aalborg Boldspilklub, società calcistica danese. Ospita anche le partite della Nazionale danese under-21.
Ha cambiato denominazione 4 volte:
- Dal 1960 al 2007: Aalborg Stadion
- Dal 2007 al 2011: Energi Nord Arena
- Dal 2012 al 2016: Nordjyske Arena
- Dal 2017: Aalborg Portland Park

## Struttura
Lo stadio ha 4 stand:
- I due lunghi stand:
  - Il Nordjyske stand (4,981 posti)
  - Il Telenor stand (2,720 posti)
- I due stand laterali:
  - Il Spar Nord stand (4,000 senza sedie)
  - Il Royal Unibrew stand (1,296 posti e 800 senza sedie)

Il terreno di gioco (105m x 70m) può essere riscaldato.
Lo stadio conta 13.800 posti, di cui 6.100 posti in piedi e 7.700 posti a sedere.